# Lemme de Bramble-Hilbert
En mathématiques, et en particulier en analyse numérique, le lemme de Bramble-Hilbert, qui porte les noms de James H. Bramble et Stephen Hilbert, donne une borne à l'erreur d'une approximation d'une fonction {\displaystyle \textstyle u} par un polynôme d'ordre au plus {\displaystyle \textstyle m-1} en fonction des dérivées de {\displaystyle \textstyle u} d'ordre {\displaystyle \textstyle m}. L'erreur de l'approximation et les dérivées de {\displaystyle \textstyle u} sont mesurées par des normes {\displaystyle \textstyle L^{p}} sur un domaine borné dans {\displaystyle \textstyle \mathbb {R} ^{n}}. Le lemme est proche d'un résultat classique en analyse numérique, qui indique, par exemple, que l'erreur d'une  interpolation linéaire {\displaystyle \textstyle u} peut être bornée en utilisant la dérivée seconde de {\displaystyle \textstyle u}. Cependant, le lemme de Bramble-Hilbert s'applique pour un nombre quelconque de dimensions, et pas uniquement pour une dimension, et l'erreur d'approximation et les dérivées de {\displaystyle \textstyle u} sont mesurées par des normes plus générales utilisant des moyennes, et non juste la norme de la convergence uniforme.
Des hypothèse supplémentaires sur le domaine sont nécessaires pour la validité du lemme de Bramble-Hilbert. Principalement, la frontière du domaine doit être "raisonnable". Par exemple, les domaines qui ont une pointe ou une fente avec un angle nul sont exclus. Les domaines lipschitziens sont suffisamment raisonnables. Ils comprennent les domaines convexes et les domaines avec une frontière continûment différentiable. 
Le lemme de Bramble-Hilbert est principalement utilisé pour trouver des bornes de l'erreur d'interpolation de fonction {\displaystyle \textstyle u} par un opérateur qui préserve les polynômes d'ordre au plus {\displaystyle \textstyle m-1}, en fonction des dérivées de {\displaystyle \textstyle u} d'ordre {\displaystyle \textstyle m}. C'est une étape essentielle dans l'estimation des erreurs de la méthode des éléments finis. Le lemme de Bramble-Hilbert est appliqué alors sur le domaine formé d'un seul élément.

## Le cas unidimensionnel
À une dimension et pour une fonction {\displaystyle \textstyle u} qui a {\displaystyle \textstyle m} dérivées sur un intervalle {\displaystyle \textstyle \left(a,b\right)}, le lemme se réduit à
{\displaystyle \inf _{v\in P_{m-1}}{\bigl \Vert }u^{\left(k\right)}-v^{\left(k\right)}{\bigr \Vert }_{L^{p}\left(a,b\right)}\leq C\left(m\right)\left(b-a\right)^{m-k}{\bigl \Vert }u^{\left(m\right)}{\bigr \Vert }_{L^{p}\left(a,b\right)},}
où {\displaystyle \textstyle P_{m-1}} est l'espace de tous les polynômes d'ordre au plus {\displaystyle \textstyle m-1}.
Dans le cas où {\displaystyle \textstyle p=\infty }, {\displaystyle \textstyle m=2}, {\displaystyle \textstyle k=0}, et {\displaystyle \textstyle u} est deux fois différentiable, le lemme signifie qu'il existe un polynôme {\displaystyle \textstyle v} de degré un tel que pour tout {\displaystyle \textstyle x\in \left(a,b\right)},
{\displaystyle \left\vert u\left(x\right)-v\left(x\right)\right\vert \leq C\left(b-a\right)^{2}\sup _{\left(a,b\right)}\left\vert u^{\prime \prime }\right\vert .}
Cette inégalité alors résulte de manière bien connue de l'erreur estimée pour une interpolation linéaire en choisissant {\displaystyle \textstyle v} comme  l'interpolant linéaire de {\displaystyle \textstyle u}.

## Énoncé
Supposons que {\displaystyle \textstyle \Omega } soit un domaine borné dans {\displaystyle \textstyle \mathbb {R} ^{n}}, {\displaystyle \textstyle n\geq 1}, avec une frontière {\displaystyle \textstyle \partial \Omega } et un diamètre {\displaystyle \textstyle d}. {\displaystyle \textstyle W_{p}^{k}(\Omega )} est l'espace de Sobolev de toutes les fonctions {\displaystyle \textstyle u} sur {\displaystyle \textstyle \Omega } avec des dérivées partielles au sens faible{\displaystyle \textstyle D^{\alpha }u} d'ordre {\displaystyle \textstyle \left\vert \alpha \right\vert } jusqu'à {\displaystyle \textstyle k} dans {\displaystyle \textstyle L^{p}(\Omega )}. Ici, {\displaystyle \textstyle \alpha =\left(\alpha _{1},\alpha _{2},\ldots ,\alpha _{n}\right)} est un multi-indice, {\displaystyle \textstyle \left\vert \alpha \right\vert =} {\displaystyle \textstyle \alpha _{1}+\alpha _{2}+\cdots +\alpha _{n}} et {\displaystyle \textstyle D^{\alpha }} note les dérivées {\displaystyle \textstyle \alpha _{1}} fois par rapport à {\displaystyle \textstyle x_{1}}, {\displaystyle \textstyle \alpha _{2}} fois par rapport à {\displaystyle \textstyle x_{2}}, et ainsi de suite. La  seminorme de Sobolev sur {\displaystyle \textstyle W_{p}^{m}(\Omega )} consiste en les {\displaystyle \textstyle L^{p}} normes des dérivées d'ordre le plus élevé,
{\displaystyle \left\vert u\right\vert _{W_{p}^{m}(\Omega )}=\left(\sum _{\left\vert \alpha \right\vert =m}\left\Vert D^{\alpha }u\right\Vert _{L^{p}(\Omega )}^{p}\right)^{1/p}{\text{ si }}1\leq p<\infty }
et
{\displaystyle \left\vert u\right\vert _{W_{\infty }^{m}(\Omega )}=\max _{\left\vert \alpha \right\vert =m}\left\Vert D^{\alpha }u\right\Vert _{L^{\infty }(\Omega )}}
{\displaystyle \textstyle P_{k}} est l'espace de tous les polynômes d'ordre au plus {\displaystyle \textstyle k} sur {\displaystyle \textstyle \mathbb {R} ^{n}}. Notons que {\displaystyle \textstyle D^{\alpha }v=0} pour tous {\displaystyle \textstyle v\in P_{m-1}} et {\displaystyle \textstyle \left\vert \alpha \right\vert =m}. Ainsi {\displaystyle \textstyle \left\vert u+v\right\vert _{W_{p}^{m}(\Omega )}} a la même valeur pour tout {\displaystyle \textstyle v\in P_{k-1}}.
Lemme (Bramble et Hilbert) Sous des hypothèse supplémentaires sur le domaine {\displaystyle \textstyle \Omega }, spécifiées plus bas, il existe une constante {\displaystyle \textstyle C=C\left(m,\Omega \right)} indépendante de {\displaystyle \textstyle p} et {\displaystyle \textstyle u} telle que pour tout {\displaystyle \textstyle u\in W_{p}^{k}(\Omega )}, il existe un polynôme {\displaystyle \textstyle v\in P_{m-1}} tel que pour tout {\displaystyle \textstyle k=0,\ldots ,m,}
{\displaystyle \left\vert u-v\right\vert _{W_{p}^{k}(\Omega )}\leq Cd^{m-k}\left\vert u\right\vert _{W_{p}^{m}(\Omega )}.}

## Le résultat original
Le lemme a été prouvé par Bramble et Hilbert  sous l'hypothèse que {\displaystyle \textstyle \Omega } satisfasse la propriété forte du cône ; c'est-à-dire, qu'il existe un recouvrement ouvert fini {\displaystyle \textstyle \left\{O_{i}\right\}} de {\displaystyle \textstyle \partial \Omega } et des cônes correspondants {\displaystyle \textstyle \{C_{i}\}} avec des sommets à l'origine tels que {\displaystyle \textstyle x+C_{i}} soit contenu dans {\displaystyle \textstyle \Omega } pour tout {\displaystyle \textstyle x} {\displaystyle \textstyle \in \Omega \cap O_{i}}.